# 雙推力火箭引擎

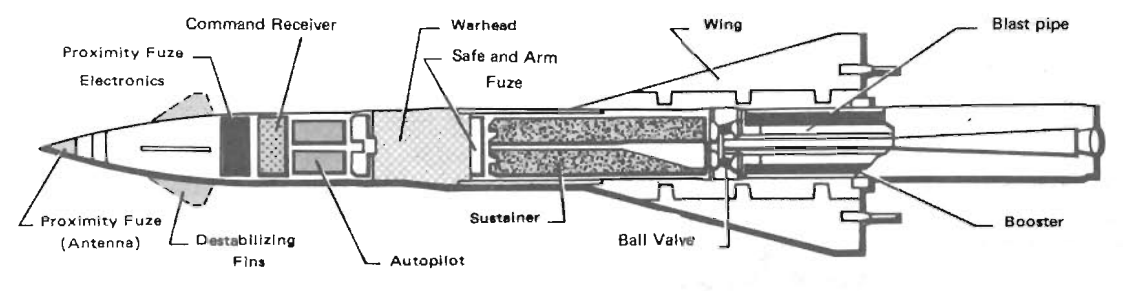
羅蘭飛彈的剖面圖。可見位於尾端的助推階段推進劑及位於中段的維持階段推進劑

雙推力火箭引擎（英語：Dual-thrust rocket motor）是一種使用兩種不同成分或密度的燃料作為推進劑，為火箭或飛彈提供動力的火箭引擎類型。雙推力火箭引擎常見於大氣層內使用的各式飛彈及火箭武器，因為它們在大部分飛行過程中都必須應對較高的空氣阻力。雙推力火箭引擎與雙節火箭類似之處在於飛行過程中都會經歷兩階段的升力變化，但前者的設計和建造起來要簡單得多，因為不需要考慮組裝及設計各級火箭的部件。

## 原理
使用雙推力火箭引擎的飛彈在飛行過程中將經歷兩個具有不同推力大小的階段，當兩種燃料串聯放置於燃料室中並被點燃時，靠近飛彈噴嘴處的燃料將燃燒得更快，而較遠離噴嘴的燃料則燃燒得更慢。這使得飛彈在發射之初具有很高的推力，從而迅速加速至高速，這個階段稱作“助推階段”（英語：Boost phase）。當快速燃燒的燃料都消耗殆盡後，剩下燒得較慢的燃料將繼續燃燒，並持續為飛彈提供推力，這個加速較慢的階段稱作“維持階段”（英語：Sustain phase）。並非所有雙推力火箭引擎的燃料都採串聯式佈置，但非串聯類型火箭引擎的功能也大致相同。
相較於只使用一種燃料的火箭引擎，雙推力火箭引擎在助推階段可將飛彈加速到足夠高的速度而不會承受較高的空氣阻力，然後維持階段將持續提供推力以抵銷重力與空氣阻力的影響，使飛彈能維持在巡航速度中飛行。

### 引文
1. ↑  Kosanke 2012.
2. ↑  El-Naggar, Belal & Abdalla 2020，第1頁.
3. ↑  Gawad et al. 2016，第965頁.
4. ↑  Gawad et al. 2015，第2頁.

### 書目
- El-Naggar, M.; Belal, H.; Abdalla, H. M. . IOP Conference Series: Materials Science and Engineering. 2020, 973 (1): 1–18. ISSN 1757-899X. doi:10.1088/1757-899X/973/1/012001 （英语）.
- Gawad, Alaa R. Abdel; Mohamed, Mahmoud Y.; Abdalla, Hamid M.; Elsenbawi, Mohamed A. . International Conference on Aerospace Science and Aviation Technology. 2015, 16: 1–12. ISSN 2636-364X. doi:10.21608/asat.2015.23030 （英语）.
- Gawad, Alaa R. Abdel; Ahmed, Mahmoud Y. M.; Abdalla, Hamed M.; El-Senbawy, Mohamed A. . Propellants, Explosives, Pyrotechnics. December 2016, 41 (6): 965–971. ISSN 0721-3115. doi:10.1002/prep.201500329 （英语）.
- Kosanke, Kenneth L. . Journal of Pyrotechnics. 2012. ISBN 9781889526218 （英语）.
- Peterson, Steve.  (PDF). 2 April 2024: 6–8, 11–15  [2024-10-19]. （原始内容存档 (PDF)于2024-07-15） （英语）.